# Renan Torres
Renan Torres (25 de enero de 1999) es un deportista brasileño que compite en judo. Ganó una medalla de oro en los Juegos Panamericanos de 2019 en la categoría de –60 kg.

## Palmarés internacional
| Juegos Panamericanos | Juegos Panamericanos | Juegos Panamericanos | Juegos Panamericanos |
| Año                  | Lugar                | Medalla              | Categoría            |
| -------------------- | -------------------- | -------------------- | -------------------- |
| 2019                 | Lima (Perú)          | Medalla de oro       | –60 kg               |